# 邝兆镭
邝兆镭（2009年3月13日－），中国男子足球运动员。司职边锋，现效力于西班牙莱里达竞技足球俱乐部。

## 早年经历
邝兆镭受其父亲影响，4岁开始接触足球，也渐渐喜欢上了足球。邝兆镭早年代表广州黄花小学参与广东青少年足球赛事，常常跨级与07/08年龄段对抗比赛，并收获不少赛事冠军。2017年，邝兆镭加入由董路创建的中国足球小将项目。

## 俱乐部生涯

### 青年俱乐部
2023年3月，邝兆镭开启留洋西班牙生涯。登陆西班牙首个赛季22/23赛季效力于达姆俱乐部，23/24赛季效力于奥斯皮塔莱特俱乐部，24/25赛季效力于达姆俱乐部。

### 俱乐部
2025年7月28日，邝兆镭加盟西协乙俱乐部莱里达竞技，与球队签约至2027年。

## 国家队生涯

### 青少年国家队
邝兆镭多次入选中国国家少年足球队。2024年7月11日，在与韩国U-15国少队进行的一场热身赛中，中国U-15国少队4-1逆转战胜了韩国U-15国少，邝兆镭取得一粒进球。2025年7月4日至7月8日，在沈阳“和平杯”国际足球锦标赛期间，邝兆镭在对阵乌兹别克斯坦U-16国家队的比赛中取得进球，并在与韩国U-16国家队的比赛中再次射进一球。